# Лагодовка (Полтавская область)
Лагодовка (укр. Лагодівка) — село,
Ялосовецкий сельский совет,
Хорольский район,
Полтавская область,
Украина.
Код КОАТУУ — 5324888209. Население по переписи 2001 года составляло 175 человек.

## Географическое положение
Село Лагодовка находится у истоков реки Холодная,
ниже по течению примыкает село Червоное.

## История
Село указано на специальной карте Западной части России Шуберта 1826-1840 годов как хутор Лагодин
Лагодовка образована после 1945 года слиянием поселений: Лагодовка, Климаковщина и хутора Червоный